# Massaker von Mullaghmast
Das Massaker von Mullaghmast (irisch Ár Mhullach Maistean) fand 1577 im eisenzeitlichen Rath von Mullaghmast (auch Mullamast) statt, der zwischen Ballytore und Burtown im County Kildare in Irland liegt. Es bezieht sich auf die Hinrichtung der Mitglieder von sieben irischen Clans durch britisches Militär. Es gab nur wenige Dokumente über das Massaker, bis in der National Library of Ireland Unterlagen auftauchten. Betroffen waren die Clans der McEvoys, O’Devoys, O’Dorans, O’Dowlings, O’Kellys, O’Lalors und O’Moores, als sie, von der englischen Armee zu Friedensgesprächen eingeladen, nach Mullaghmast kamen.
In den 1550er Jahren wurden mehrere hundert englische Familien in den irischen Midlands angesiedelt. In den Gebieten von Leix (Laois) und Offaly (Uíbh Fhailí) wurde Land beschlagnahmt und die Gebiete als neue Countys (Leix unter dem Namen Queen’s County) eingerichtet, was den Widerstand der einheimischen Clans hervorrief. Sir Francis Cosby, der Kommandeur der Truppen der Königin in Leix und Offaly fasste den Plan zur dauerhaften Eroberung der Countys. Die Clanabgesandten wurden von Kavallerie umgeben und in den Rath getrieben. Die O’Moores erlitten der Überlieferung nach den größten Verlust, da 140 von ihnen getötet wurden. Englische Quellen sprechen von 40, irische von 400 Toten. Einer von ihnen entkam vorübergehend, wurde aber später von der englischen Armee getötet.

## Monster Meeting
Im Jahr 1843 fand eines der etwa 40, von dem „Liberator“ Daniel O’Connell ausgerichteten Monstermeetings zur Aufhebung der Union zwischen England und Irland in Mullaghmast statt. Es soll zwar das größte gewesen sein, bei dem 10.000 bis 15.000 Menschen teilnahmen, aber das fand wohl in Tara statt.
Der Song „The Bloody Hole“ befasst sich mit dem Massaker.